# Vieux couvent de Château-Richer
 (décembre 2023).
Si vous disposez d'ouvrages ou d'articles de référence ou si vous connaissez des sites web de qualité traitant du thème abordé ici, merci de compléter l'article en donnant les références utiles à sa vérifiabilité et en les liant à la section « Notes et références ».
Le vieux couvent de Château-Richer est un ancien couvent et école situé à Château-Richer au Québec (Canada). Cet édifice de style Second Empire a été construit en 1907, servir de couvent pour les sœurs de Notre-Dame du Perpétuel Secours. Il sert à l'enseignement jusqu'en 1972 et sert ensuite de salle pour divers organisme locaux. Depuis 2000, il loge le musée Aux Trois Couvents. Il est cité comme immeuble patrimonial par la ville de Château-Richer en 2008. Il est aussi situé dans le site archéologique des Couvents-de-Château-Richer.